# Pastificio Lucio Garofalo
El Pastificio Lucio Garofalo, S. p. A. es una empresa italiana especializada en la producción de pasta, fundada en 1920 en Gragnano (Nápoles) donde todavía tiene su domicilio social y su planta de producción. Es el segundo mayor productor de pasta en volumen en el mundo después de Barilla.

## Historia
Según su página web, la historia del Pastificio Garofalo se remonta a 1789, cuando, por una ley especial, el Consejo de la Municipalidad de Gragnano dio a Michele Garofalo una concesión exclusiva para la fabricación de pasta. Es una de las pocas empresas italianas que acudió a la Exposición Universal de París de 1900 donde obtuvo una medalla de oro por sus macarrones y pastas. Esto promovió el desarrollo de la fábrica de pasta, que creció más y más, de modo que al comienzo de la década de 1920, con el surgimiento de los primeros molinos de Gragnano, Pastificio Garofalo era uno de los mayores fabricantes de pasta existentes, con una producción diaria de alrededor de 400 toneladas.
La empresa moderna se formó en 1935, en el centro de la ciudad, luego en 1987 se trasladó a una zona industrial donde abrió una puntera fábrica. En 1996 Garofalo fue la primera fábrica de pasta en Italia certificada según la norma ISO 9002. En 2003 la fábrica contaba con una superficie de alrededor de 24000 m² y podía contar con ocho líneas de producción, la capacidad anual de un total de alrededor de 80000 toneladas y más de 120 trabajadores. En 2012, la empresa gragnanesi realizó una inversión de 18 millones de euros para incluir dos nuevas líneas de producción, aumentar la capacidad de producción de 40 000 toneladas por año, y adquirió por 2.3 millones de euros dos terrenos cerca de la histórica fábrica en via dei Pastai. En junio de 2014, la multinacional española Ebro Foods adquiere el 52% de las acciones de capital, que estaba en manos de la familia Menna, por un valor total de 62,5 millones de euros.

## El mercado extranjero
El mercado exterior representa un sector de desarrollo estratégico para la fábrica de pasta de Gragnano, en el que se presenta tanto con líneas de productos creados específicamente para las cadenas internacionales de distribución (como Sainsbury's en Inglaterra, Carrefour y Auchan en Europa, y de Ito-Yokado en Japón) como con su propia marca de productos de mayor calidad.
Se estima que Garofalo vende su pasta en más de sesenta países de todo el mundo y es líder en el sector premium en Suecia, Francia, Suiza, Ucrania, los países Bajos y Portugal.
Sobre la base de los resultados obtenidos en los mercados extranjeros, la fábrica abrió varias filiales con el objetivo de expandirse: Garofalo Ibérica para el mercado portugués, Garofalo España para el mercado español y Garofalo Líbano para África y el Medio Oriente. Posteriormente, creó Garofalo Francia para el mercado francés.

## El mercado italiano
Desde el 2006 Pasta Garofalo comenzó su carrera como de la comercialización de la publicidad en el campo del cine, primero con el patrocinio de algunas de las películas como Commediasexi con Paolo Bonolis y A Roma con Amor de Woody Allen), y luego, con sus propias producciones de cortometrajes firmados Garofalo. Internet es el principal vehículo de publicidad para la empresa, que ha decidido abandonar los anuncios de televisión por considerarlos demasiado caros.
En 2009 una sentencia antimonopolio sancionó a los principales fabricantes de pasta, incluyendo Garofalo, con casi 12,5 millones de euros de multa por «convenios contrarios a la competencia y prácticas». La empresa anunció en un comunicado de prensa que "respeta plenamente la investigación, pero se reserva el derecho de actuar en las oficinas competentes" y "reitera firmemente que nunca se ha adherido a los presuntos acuerdos de cartel".
En 2010 la pasta Garofalo alcanzó una cuota de mercado nacional de 3,2% en volumen y un 4,6% en valor. A fecha de 2013, Pastificio Lucio Garofalo es el segundo mayor productor de pasta del mundo, después de Barilla y seguido de cerca por De Cecco.
En mayo de 2012, se anunció la adquisición de la marca Russo di Cicciano por un total aproximado de € 1,1 millones, tras la quiebra en 2009 de la fábrica de pasta homónima.
En 2014 Pasta Garofalo se convirtió en el segundo patrocinador principal de la Società Sportiva Calcio Napoli.

## Marcas

### Propias
- Pasta Garofalo
- Ruso Cicciano
- Santa Lucía

### Para otros
- Panzani
- Trader Joe's
- Waitrose